# Otis Hughley
Otis Hugley jr. (Atlanta, 25 settembre 1964) è un allenatore di pallacanestro statunitense.

## Carriera
Ha guidato la Nigeria ai Campionati mondiali del 2018 e ai Giochi olimpici di Tokyo 2020.